# Kramper
Kramper är  ofrivilliga och plötsliga muskelkontraktioner, som ofta är smärtsamma. Sendrag är en folklig benämning på kramp, särskilt i benen. Benkramp eller vadkramp har ICD-10-kod R25.2 (kramp och spasm).

## Orsak
Den vanligaste orsaken till att kramp uppstår är att man sträckt eller överansträngt en muskel, men kan också vara att man under en längre tid stått, suttit eller legat i en obekväm ställning. En del läkemedel har även bieffekten att kramp kan uppstå lättare.
Det finns ingen riktig forskning på vad som orsakar kramp, de flesta tror att kramp lättare utlöses vid vätskebrist, brist på vissa mineraler, till exempel salt, eller hormonrubbningar.
Den för närvarande mest troliga teorin till varför man får kramp är helt enkelt muskeltrötthet. Detta skulle i sin tur leda till att det blir signalfel i den trötta muskeln som resulterar i kramp.

## Förlopp och förekomst
Innan man råkar ut för kramp så märker man oftast av små ryckningar i muskeln. För att bli av med kramper räcker det oftast att sträcka ut den krampande muskeln och massera den försiktigt. Smärtorna och krampen kan också lättas av kylning eller uppvärmning av muskeln (för ökad blodgenomströmning). Intag av vätska efter träning, gärna vanligt vatten eller eventuellt sportdryck (som ofta innehåller salter av till exempel natrium, magnesium och kalcium) upplevs av många kunna förebygga kramper.
Sendrag kan uppkomma under foten eller i vaden, i regel efter sänggående. Detta kan bero på att muskeln drar ihop sig vid träning, nedkylning eller efter att man har suttit stilla en längre tid. Saltbalansrubbningar, att inte få i sig tillräckligt med vätska, järnbrist, rubbningar i hormoner och en del läkemedel kan påverka uppkomsten av sendrag.
Några andra ställen för sendrag är låren (framsida/baksida), under tungan och mellan tår och fingrar. Detta är lite ovanligare men förekommer olika ofta beroende på person.

## Förebyggande åtgärder
Sendrag kan eventuellt förebyggas på olika sätt:
- Undvik alkohol då det kan rubba saltbalansen i kroppen
- Avstå tobak då syresättningen av blodet påverkas
- Extra motion
- Stretcha de drabbade musklerna innan sänggående
- Värmeterapi som till exempel vetekudde eller varmt bad/dusch har en avslappnande effekt
- Se till så att fötterna inte ligger an mot till exempel sänggavel utan har utrymme att röra sig under natten
- Extra vätskeintag innan sänggående
- Farmakologisk behandling med exempelvis levodopa, dopaminreceptorstimulerare, bensodiazepiner, magnesiumtillskott, B-vitamin och selen

Ett pålitligt sätt att motverka sendraget är att dra ut muskeln. Som i stretching.

## Varianter och ord
Den folkliga benämningen sendrag (ofta använd om kramp i benen eller nacken) är belagd i svenska språket sedan 1538. Kramp (i svensk skrift sedan 1538) har fornsvenskt ursprung (med variantformerna krampa, krampe eller krappe) och är inlånat från kontinentalgermanska språk. Det är ursprungligen bildat på ett adjektiv som i sig har verbet krympa som källa.

### Tonisk kramp
Tonisk kramp är en ihållande muskelkramp (till exempel sendrag) med stelhet och utan märkbara ryckningar. Dess motsats är klonisk kramp (konvulsioner).